# Ростовський інститут управління, бізнесу та права
НОУ ВПО «Інститут Управління, Бізнесу і Права» (ІУБіП) — вищий навчальний заклад у Ростові-на-Дону, заснований у 1991 році, є першим недержавним вишом Росії. Динамічний розвиток навчального закладу призвів до відкриття філій в містах Ростовської області: Донецьку, Сальську і коледж в станиці Єгорликська

## Загальна інформація
На сьогоднішній день в інституті працює понад 300 викладачів, більше 50% мають ступені і звання, в тому числі 20 докторів наук і 4 академіки, і навчається більше 3000 студентів. Успішна підготовка по п'яти європейських мов, практика англомовного навчання. Вивчення та використання сучасних комп'ютерних і Internet технологій.
За час роботи інститутом підготовлено понад 7000 кваліфікованих фахівців, затребуваних ринком праці (за даними моніторингу Кадрового агентства Інституту працевлаштовані близько 90% випускників). У рік свого двадцятиріччя ІУБіП став першим вишом на півдні Росії, який отримав безстрокову ліцензію на право ведення освітньої діяльності.
Інститут управління, бізнесу і права — практикоорієнтовний виш. ІУБіП вчить тільки тому, що реально стане основою кар'єри студентів. Розширені освітні програми Інституту дозволяють зробити якісну освіту безперервним, і задовольнити потреби як школяра, так і практикуючого фахівця будь-якої сфери.

## Керівництво
- Імран Гурруевіч Акперов — Ректор НОУ ВПО ІУБіП, доктор економічних наук, професор.
- Ольга Іванівна Строцева — Перший проректор, доктор філософських наук, доцент.
- МАРЗ Гаддіевна Акперова — Директор Коледжу раціонального навчання, кандидат філологічних наук.
- Сергій Олегович Крамаров — Директор Наукового центру «Мобільність інтелектуальних ресурсів», доктор фізико-математичних наук, професор, дійсний член Академії інформатизації освіти.
- Юрій Вікторович Дашко — Директор Центру освітніх технологій і організації навчального процесу, доктор фізико-математичних наук, доцент, дійсний член Академії інформатизації освіти.
- Ірина Сергіївна Кузнецова — Директор Південної регіональної школи інноваційного бізнесу, кандидат фізико-математичних наук.
- Ганна Іванівна Матвієнко — Директор Філії НОУ ВПО ІУБіП в м. Донецьк, кандидат юридичних наук, доцент.

## Структура
Почати навчання в Інституті можна вже з профільної школи, де учні проходять не тільки загальноосвітню підготовку, а й отримують базову інформацію про бізнес, праві, управлінні і організації роботи на підприємстві. Випускників дев'ятих класів зацікавить Коледж раціонального навчання. Переваги навчання в коледжі перед шкільною освітою полягає в тому, що паралельно з загальною освітою, студенти отримують професію, і стають більш конкурентоспроможними на ринку праці. Тим хто хоче отримати вищу професійну освіту Інститут управління, бізнесу і права пропонує програми бакалаврат а. А для тих, хто прагне отримати максимум створені програми другої вищої освіти, магістратури, MBA і аспірантури — таким чином якість освіти не залишить жодних сумнівів, і стане одним найбільших козирів в кар'єрі. Всі студенти ІУБіП мають можливість під час навчання за основним напрямом підготовки отримати другу вищу, пройти мовну підготовку, відучитися за міжнародними програмами з отриманням європейського диплому, або диплом США.
Для практикуючих фахівців розроблені різні програми Південної регіональної школи інноваційного бізнесу, в якій в короткі терміни ви можете отримати весь спектр практичних навичок, необхідний для вирішення ваших робочих завдань. Для тих хто не може відволікатися від роботи чи проживає в іншому місті в нашому виші створені заочне відділення і програми дистанційної освіти. Пропагуючи ідею освіти без кордонів в ІУБіП також створені програми міжнародної освіти надають конкурентні переваги не тільки на російському, але і на світовому ринку праці. Навчання в Інституті проходить за новітніми технологіями — саме тому вчитися в ІУБіП престижно і цікаво.
Всі випускники ІУБіП крім дипломів державного зразка одними з перших в Росії стали отримувати дипломи європейського зразка. Даний документ дає можливість продовжити освіту і розпочати кар'єру у всьому Європейському просторі.

## Факультети
| Напрямок підготовки | Код    |
| --- | ------ |
| Державне і муніципальне управління | 081100 |
| Менеджмент (за профілями) - Управління проектами - Маркетинг - Управління людськими ресурсами - Логістика - Інформаційний менеджмент - Фінансовий менеджмент - Управління проектом - фінансовий менеджмент | 080200 |
| Економіка (за профілями) - Фінанси і кредит - Податки і оподаткування - Світова економіка - Бухгалтерський облік, аналіз і аудит - Комерція                                                                | 080100 |
| Юриспруденція - Бізнес-право - Фінансове право - Правоохоронна діяльність - Митне право - Міжнародне право - Спортивне право - Медичне право - Страхове право - Національна безпека                        | 030900 |
| Туризм | 100400 |
| Філологія | 031000 |
| Прикладна інформатика | 230700 |
| Психологія | 030300 |
| Управління персоналом | 080400 |

## Коледж
Середня професійна освіта:
- Економіка;
- Економіка і бухгалтерський облік;
- Юриспруденція;
- Банківська справа;
- Комерція (по галузях);
- Операційна діяльність в логістиці;
- Туризм;
- Готельний сервіс.

## Випускники
- Костянтин Миколайович Мауер — Засновник консалтингової групи «Мауер».
- Ольга Веніамінівна Русакова — Головний бухгалтер ростовський АКБ «Інвестбанк».
- Микола Петрович Шульга — Глава Адміністрації Кіровського району р. Ростов-на-Дону.
- Олександр Михайлович Лябоков — Начальник дирекції ВАТ РЖД.
- Анатолій Олександрович Полтавський — Генеральний директор ТОВ «Центральний депозитарій».
- Максим Юрійович Худин — Директор Філії ІК «Трійка-діалог».
- Юрій Валерійович Панченко — Помічник голови НД Республіки Інгушетія.
- Тетяна Іванівна Федірко — Голова ради Ростовського спілки захисту прав споживачів.
- Ігор Юрійович Кузнецов — Старший помічник транспортного прокурора м. Санкт-Петербург.

## Філії
- Філія в Донецьку, Ростовської області
- Філія в Сальську